# Cimitirul evreiesc Klingenteich
Cimitirul evreiesc Klingenteich (în germană Jüdischer Friedhof Klingenteich) este cel mai vechi cimitir evreiesc din Heidelberg, Germania. Este plasat în partea de sud a centrului istoric.
A fost menționat pentru prima dată în anul 1344. La sfârșitul secolului al XIV-lea toți evreii din Palatinatul Elector au fost alungați, cimitirul fiind abandonat, iar mai târziu folosit de creștinii din oraș.
Numele cimitirului provine de la râul Klingenteich, care curge prin apropiere. 